# Ägyptischer Verwaltungskalender
| G26 | W3 · N5 |

| G26 | W3 · N5 |

| W3 · N5 | G26 | G7 |

| W3 · N5 | G26 | G7 |

| G40 | G1 | N35 | M17 | Q3 · X1 | B1 |

| G40 | G1 | N35 | M17 | Q3 · X1 | B1 |

| O10 |

| O10 |

| D28 · D28 · Z2 |

| D28 · D28 · Z2 |

| X1 · G1 | D58 | X1 · Z5 |

| X1 · G1 | D58 | X1 · Z5 |

| G17 · D36 | Aa1 · D21 |

| G17 · D36 | Aa1 · D21 |

| G40 | G1 | N35 | M17 | Y5 · N35 | Htp · X1 · Q3 |

| G40 | G1 | N35 | M17 | Y5 · N35 | Htp · X1 · Q3 |

| G40 | G1 | N35 | D21 · N35 · W24 | G43 | X1 · X1 |

| G40 | G1 | N35 | D21 · N35 · W24 | G43 | X1 · X1 |

| G40 | G1 | N35 | Aa1 · N35 · O34 | M23 | G43 |

| G40 | G1 | N35 | Aa1 · N35 · O34 | M23 | G43 |

| G40 | G1 | N35 | M17 | K1 · N35 | X1 · N25 |

| G40 | G1 | N35 | M17 | K1 · N35 | X1 · N25 |

| M17 | Q3 | M17 | Q3 |

| M17 | Q3 | M17 | Q3 |

| F31 | G43 | X1 | N5 · Z1 | G7 | Axt · t · y |

| F31 | G43 | X1 | N5 · Z1 | G7 | Axt · t · y |

Der ägyptische Verwaltungskalender, auch bürgerlicher Kalender oder ziviler Kalender genannt, war als einer der gleichzeitig gebräuchlichen ägyptischen Kalender, ein Wandeljahrkalender, der im alten Ägypten das Jahr in 12 Monate mit je 30 Tagen einteilte. Angehängt wurden dann als Epagomene weitere 5 Tage, die als „Geburtstage“ je einem Gott zugeordnet wurden. Diese Epagomene sind seit den frühesten Belegen einer Kalenderstruktur bezeugt. Mit ihnen hatte das Jahr eine Länge von stets genau 365 Tagen.

## Entstehung
Während ein auf Sothis basierter Nil-Mondkalender vermutlich bereits zur Zeit der frühdynastischen Periode bekannt war, wird angenommen, dass etwa zur Zeit von Menes eine einheitliche Monatslänge von 30 Tagen festgelegt wurde. Dabei musste spätestens nach zwei Jahrhunderten bemerkt worden sein, dass dieses Verwaltungsjahr nicht zur Länge des bis dahin rein beobachtungsbasierten Sothisjahres passte. Eine Rückanpassung an den Jahresbeginn fand jedoch nicht statt. In Parker 1950 wird stattdessen die Möglichkeit beschrieben, dass bereits zu diesem Zeitpunkt ein Eid eingeführt wurde, mit dem seit dem jeder Pharao bei seiner Krönung erklärte, niemals am Jahr herumzupfuschen. Doch folgten nun nach den zwölf Hauptmonaten Epagomenen (Zusatztage) als Jahresverlängerung, deren Anzahl möglicherweise bereits unter Djoser nicht mehr variabel war. Die Gesamtzahl der Tage im Verwaltungskalender betrug damit 365 Tage, von denen zunächst nur 360 als zum Jahr gehörig galten. Man sprach nun von „dem Jahr und den 5 Tagen“.

## Zusammenhang mit den Jahreszeiten
Spätestens ab dem Neuen Reich orientierte sich in jedem Fall der Jahresbeginn im Verwaltungskalender nicht mehr an der Nilschwemme, oder dem tatsächlichen Aufgang des Sirius. So datierte Amenophis I. im Ebers-Kalender das Erscheinen der Sothis auf den 9. Tag im dritten Schemu-Monat. Das ist bezogen auf die Jahreszeiten in der ersten Hälfte des 11. Monats. Damit kann dieser Eintrag nicht mehr dasselbe Ereignis meinen, welches den Jahresbeginn im ursprünglichen Mondkalender bestimmt. Dieser ist ja über den tatsächlichen Aufgang des Sirius an die Jahreszeiten gebunden. Somit können wir davon ausgehen, dass sich der Eintrag auf ein Fest zu Wepet-renpet bezieht, welches wie auch alle anderen, die nur ein Mal im Jahr gefeiert wurden, an den Verwaltungskalender gebunden war.
Da jedoch das tatsächliche Auftauchen der Sothis am Himmel scheinbar die Nilschwemme, also den Achet brachte, war die Länge eines siderischen Jahres durch Langzeitbeobachtung bekannt. So konnte man einen Sothis-Zyklus berechnen, nach dessen Ablauf der Aufgang der Sothis wieder auf denselben Kalendertag fiel.
Erst Ptolemaios III. fixierte mit dem Kanopus-Dekret durch die Einführung eines Schalttages im Vier-Jahres-Rhythmus den Verwaltungskalender. Dieser „griechische Kalender“ konnte sich jedoch nicht durchsetzen. Somit wurde nach seinem Tod der vorherige wieder zum offiziellen Verwaltungskalender.

## Das Jahr

### Jahreslänge
Als Tempeljahr wurde das Rumpfjahr ohne die Epagomenen bezeichnet. So wird in Verträgen zur Sicherung des Totenkultes für einen Gaufürsten von Asyut ein Tag des Tempels als ein 360stel des Jahres bezeichnet. Hierauf beziehen sich dann die Angaben zu den Einkünften des Tempels „an Brot, Bier, Fleisch und allen anderen Dingen“. Darüber hinaus war das Tempeljahr wohl nicht Gegenstand der Kalenderrechnung. Jedoch waren auch bei Ramses III. mit „Jahr“ 360 Tage gemeint. Stets wurden die Epagomenen gesondert gerechnet. So heißt es in einem Schriftfund aus Theben: „Es fehlt der Lohn für den XI., den XII., die fünf Tage und den I.“

### Jahreszählung
Grundlage für die Jahresrechnung bildete das 365-tägige Wandeljahr. Erstaunlicherweise gab es im zivilen Sektor nicht einmal in der von den Jahreszeiten abhängigen Landwirtschaft einen Hinweis auf die Verwendung des Mondkalenders. Wie in vielen anderen Kulturen kannte auch die ägyptische Zeitrechnung eine Orientierung an der Regierungszeit von Herrschern. So begann eine Jahreszählung jeweils mit dem Krönungstag eines neuen Regenten. Dabei kam es jedoch meist zu einer Unterscheidung zwischen Regierungs- und Kalenderjahren, wenn nicht, wie im Fall von Hatschepsut die Krönung am Neujahrstag erfolgte. In dem Fall kam es zu unterschiedlichen Zeiten auch zu unterschiedlicher Handhabung. So konnte das zweite Regierungsjahr mit dem ersten Thronjubiläum beginnen, oder bereits mit dem Neujahrstag nach der Thronbesteigung. Zu Beginn und bis in die Zeit des Mittleren Reiches hinein war tatsächlich genau eine solche Antedatierung üblich, bei der die Länge des ersten Regierungsjahres unter Umständen nur wenige Tage bis eben zum Beginn des neuen Kalenderjahres betrug. Auf diese Praxis wurde auch später wieder zurückgegriffen, nachdem in der Zeit des Neuen Reiches stattdessen Thronjubiläen gegebenenfalls mitten im Jahr gefeiert wurden.

### Feste im Jahr
| F31 | G43 | X1 | N5 · Z1 | C2 |

| F31 | G43 | X1 | N5 · Z1 | C2 |

| pr | D21 · X1 | D54 | M44 | t · N14 | N5 |

| pr | D21 · X1 | D54 | M44 | t · N14 | N5 |

Neben der Bedeutung für die Verwaltung hatte auch der bürgerliche Kalender seine Festzeiten. So gab es „Feste der Zeitläufe“, die in dieses Wandeljahr fielen. Auch der Dienst in einem Hathorkult in Tehne in Mittelägypten wird bereits im alten Reich nicht nach Mond-, sondern nach Kalendermonaten eingeteilt. Als „Feste des Himmels“, die prinzipiell weiterhin ihren Platz im astronomischen Mondjahr behielten, galten allein die monatlichen Feste. Alle anderen Feste wanderten durch die Jahreszeiten. Das galt sogar für das Fest zu Wepet-renpet.
Das wichtigste dieser Feste, zumindest in Unterägypten, war das Fest der Geburt des Re, welches ursprünglich zur Wintersonnenwende gefeiert wurde. In gleicher Weise dominierte in Oberägypten das Fest des Hervortretens der Sopdet, welches ursprünglich als Sothis-Fest gefeiert wurde. Das geschah also zunächst im landwirtschaftlich wichtigen zeitlichen Kontext vom Beginn der Nilschwemme.